# Epicant
Un epicant o plec epicàntic és un plec de la pell de la parpella superior que cobreix la cantonada interior (comissura palpebral medial) de l'ull humà. No obstant això, es produeix una variació en la naturalesa d'aquesta característica i la possessió de "plecs epicàntics parcials" o "plecs epicàntics lleus" està referenciada a la literatura. Diversos factors influeixen en la formació dels epicants, com ara l'ascendència, l'edat i alguns trastorns genètics.

## Etimologia
Epicant significa "sobre el cant", amb epi-cant la forma llatinitzada del grec antic ἐπί i κανθός: "racó de l'ull".

## Distribució etnogeogràfica
La freqüència més alta d'aparició de plecs epicàntics es troba en poblacions o ètnies específiques: pobles de l'Àsia oriental, del Sud-est asiàtic, de l'Àsia central, de l'Àsia del nord, de la Polinèsia, de la Micronèsia, pobles indígenes d'Amèrica i alguns pobles de l'Àfrica (especialment entre els khoisan i els pobles nilòtics). Entre els de l'Àsia meridional, es produeixen a freqüències molt altes entre els del Nepal, del Bhutan, del Nord-est de l'Índia, kiratis i els adivasi, tribus de l'Est i Sud de l'Índia. També es troba comunament al Nord de l'Índia, especialment al Caixmir. Els hazares a l'Afganistan i el Pakistan solen tenir aquest tret. Algunes persones a l'est/nord del Pakistan tenen aquest tret.
En algunes d'aquestes poblacions el tret és gairebé universal, concretament als asiàtics orientals i al sud-est asiàtic, on la majoria, fins al 90% en algunes estimacions, dels adults tenen aquesta característica.